# 肉粽角
肉粽角，台灣彰濱工業區內一處灘地，位於彰化縣線西鄉與鹿港鎮交界。
肉粽角是因海岸線漫佈消波塊，其外形如肉粽而得名（台灣閩南語稱消波塊為「肉粽角」）。肉粽角的生成是因1996年海洋公園興建工程，用堤岸築起於彰濱崙尾區北岸，與彰濱線西區海岸成了夾角，1998年完成圍堤後，這地形使海流將泥砂淤積於此，是典型的「突堤效應」所產生出灘地。日久積多的淤砂，如今肉粽角已呈現沙漠化，原有的超過一千隻的大杓鷸會來此過冬，因此逐年減少，並受台電公司架起風扇機組，形成發電風場，影響大杓鷸棲息意願，曾在2001年減少至低於900隻。由於肉粽角的沙漠化，造成線西與鄰近地區受沙塵暴襲害，對漁民作業與陸上交通頗受干擾，因此當地人接受學者建議，利用已敲碎的牡蠣殼鋪在灘地上，以固沙來減小沙塵暴危害情況，但學者認為治本之道，將灘地可讓海水覆蓋，其做法是消除圍堤。

## 延伸閱讀
- 黃錫欽. . 碩士論文 (中興大學土木工程學系). 2010 （中文（臺灣））.
- 王美珍. . 《遠見雜誌2012年5月號 第311期》 (天下遠見出版股份有限公司). 2012  [2013-01-11]. （原始内容存档于2015-06-16） （中文（臺灣））.

## 外部連結
- . 線西鄉公所.   [2011-01-24]. （原始内容存档于2011-10-10） （中文（臺灣））.

- . 彰化縣政府旅遊資訊網.   [2011-01-24] （中文（臺灣））.[永久]